# Albanais de Serbie

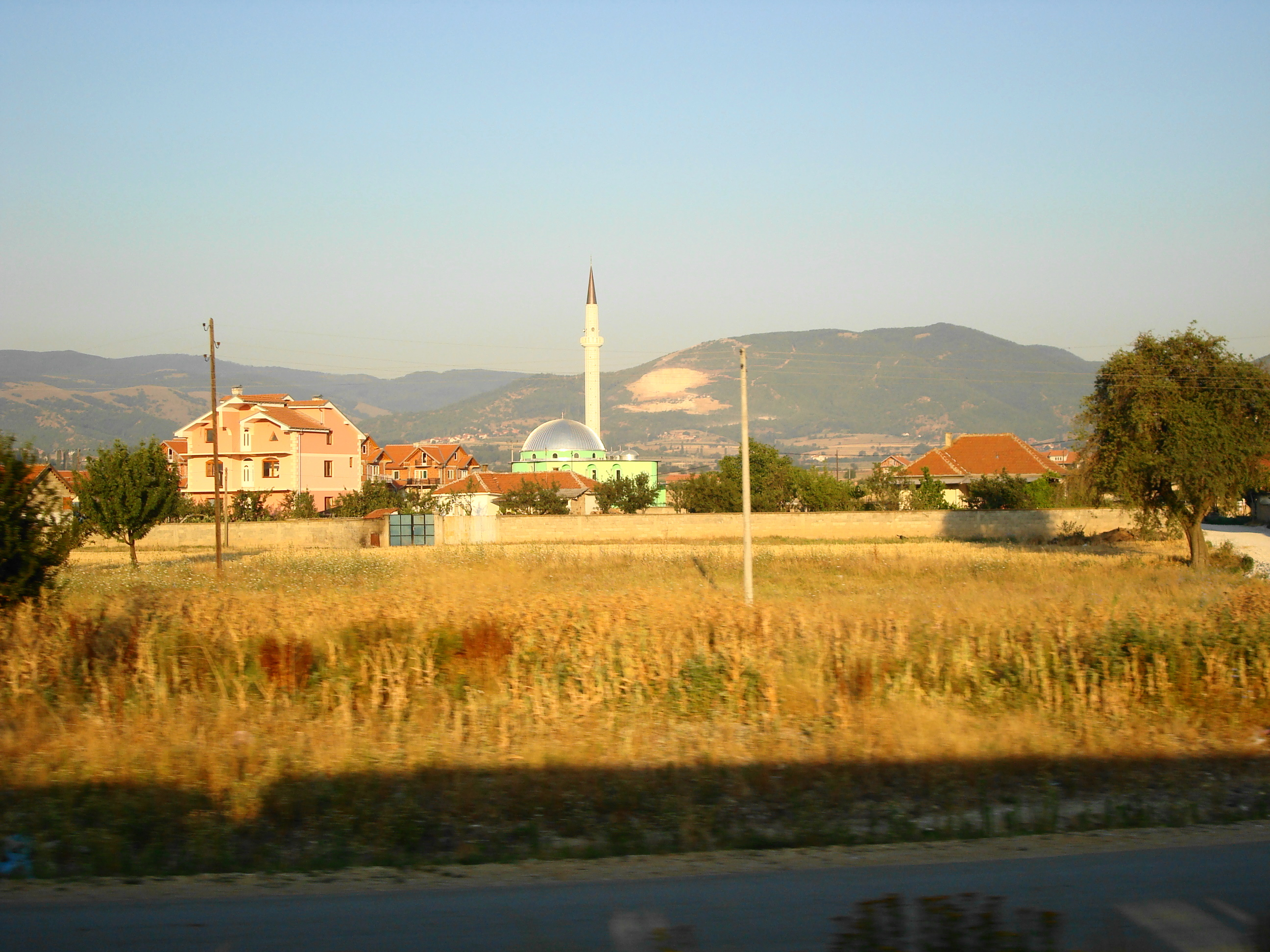
Mosquée Zeid ibn Thabit à Preševo en Serbie.

Albanais de Serbie (en serbe : Албанци у Србији (Albanci u Srbiji), en albanais : Shqiptarët në Serbi) peut désigner les Albanais vivant en Serbie du sud et de l'est précisément dans la vallée de Preševo.

## Description
Le nombre d'Albanais en Serbie est estimé à 61 647 personnes, d'après le recensement de 2002.